# Reyes Holdings
Reyes Holdings ist ein US-amerikanisches Unternehmen mit Firmensitz in Rosemont, Illinois, einer Vorstadt von Chicago. Das Unternehmen gehört zu den 30 größten privat geführten, nicht börsennotierten Unternehmen in den Vereinigten Staaten. Reyes Holdings ist im Großhandel mit Lebensmitteln tätig.

## Tochterunternehmen
- The Martin-Brower Company (ist u. a. der weltgrößte Lieferant von McDonald’s)
- Reyes Beverage Group (Bier)
- Reinhart FoodService